# 阿尔卑斯公约

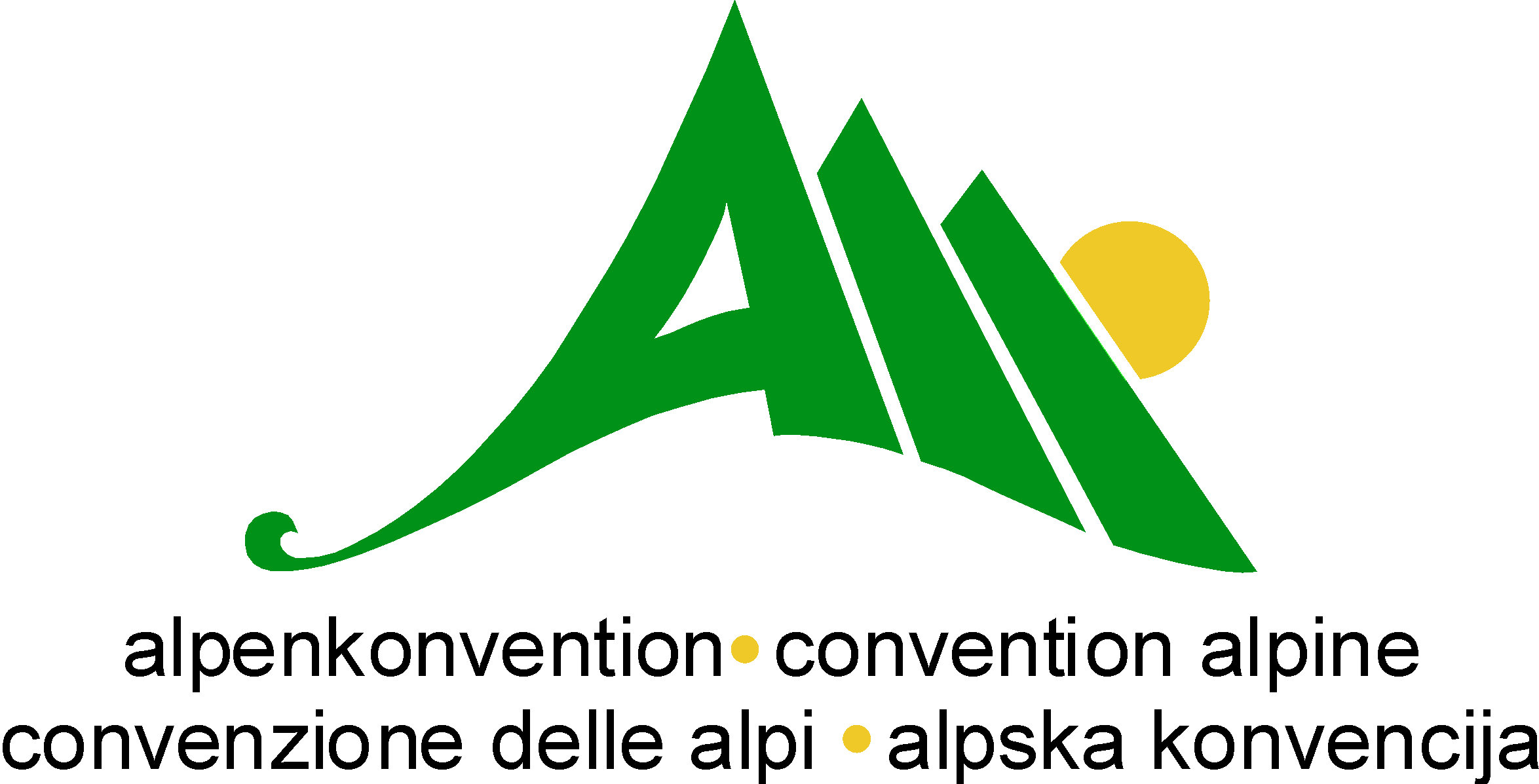
阿爾卑斯公約“的標誌

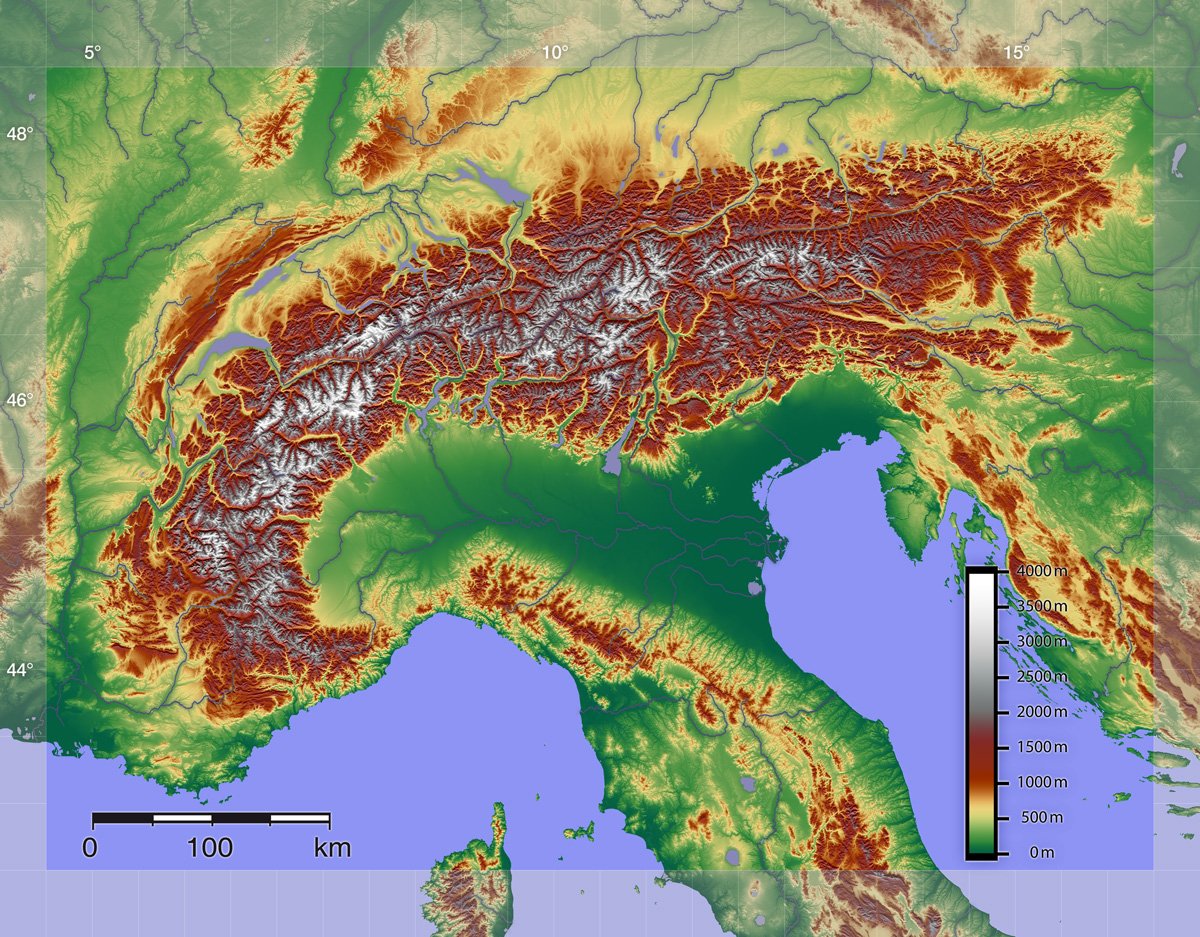
阿爾卑斯山的弧

《阿尔卑斯公约》是一份阿尔卑斯山地区可持续发展的国际性领土条约。该条约寻求在保护阿尔卑斯山的自然环境和文化完整性的同时，促进该地区的发展。该框架公约将欧盟及八个国家（奥地利、德国、法国、意大利、列支敦士登、摩纳哥、斯洛文尼亚和瑞士）团结起来。本条约拟于1991年，并于1995年正式生效。条约旨在通过实施各项协议和宣言，在阿尔卑斯地区超越国界，打造本区域独特的品质和特点。.